# William Reenberg
William Morten Reenberg (ur. 19 kwietnia 2003) – duński zapaśnik walczący w stylu klasycznym. Zajął osiemnaste miejsce na mistrzostwach Europy w 2024. Brązowy medalista mistrzostw nordyckich w 2021 roku.
Mistrz Danii w 2019 i 2020 roku.